# Jun’yō Maru
SS „Jun’yō Maru” (właśc. SS „Zyunyō Maru”) – statek towarowy oddany do służby w 1913 roku, pływający najpierw pod banderą brytyjską, a następnie pod banderą japońską.
Do służby wszedł pod nazwą „Ardgorm”. W latach 1913–1927 pływał pod flagami różnych brytyjskich linii żeglugowych, a jego nazwa była kilkukrotnie zmieniana. W 1927 roku statek sprzedano do Japonii i przemianowano na „Jun’yō Maru”. W czasie wojny na Pacyfiku został zarekwirowany przez Cesarską Armię Japońską i przystosowany do przewozu wojska. 18 września 1944 roku został zatopiony u wybrzeży Sumatry przez brytyjski okręt podwodny HMS „Tradewind”. Statek przewoził wtedy około 6,5 tys. pasażerów – alianckich jeńców wojennych i robotników przymusowych z Jawy – spośród których ponad 5,6 tys. poniosło śmierć.
„Jun’yō Maru” jest zaliczany do grona tzw. piekielnych statków. Pod względem liczby ofiar jego zatonięcie było jedną z największych katastrof w historii żeglugi.

## Dane techniczne
Był statkiem towarowym o długości 123,4 metrów, szerokości 16,1 metrów i zanurzeniu 8,3 metrów. Jego pojemność wynosiła 5065 BRT (według innych źródeł – 5131 BRT) .
Statek był wyposażony w jedną śrubę . Napęd zapewniała maszyna parowa potrójnego rozprężania o mocy 475 NHP . Osiągał prędkość 11 węzłów  (według innych źródeł – 9,5 węzłów).
Posiadał dwa maszty i jeden komin.

## Historia

### Przebieg służby
Budowę statku rozpoczęto w 1913 roku w stoczni Robert Duncan and Company w Port Glasgow na zamówienie linii żeglugowych Lang & Fulton Ltd. Wodowanie miało miejsce 30 października 1913 roku; wtedy też jednostce nadano nazwę „Ardgorm” . Do służby weszła w grudniu tegoż roku.
Przez cztery lata statek pływał pod flagą Lang & Fulton. W 1917 roku został sprzedany liniom Norfolk & North American Steamship Company za kwotę 175 tys. funtów. Wtedy też jego nazwę zmieniono na „Hartland Point”. W 1918 lub w 1919 roku został nabyty przez linie Johnston Line Ltd. i przemianowany na „Hartmore”. W 1921 lub 1922 roku ponownie zmienił właściciela; pod nazwą „Sureway” pływał odtąd pod flagą linii Anglo-Oriental Navigation Company z siedzibą w Liverpoolu.
W 1927 roku statek został zakupiony przez japońskie linie żeglugowe Sanyo Shoji Goshi Kaisha z siedzibą w Takasago. Jego nazwę zmieniono na „Jun’yō Maru”. Jeszcze w tym samym roku lub w następnym został jednak nabyty przez linie Karafuto Kisen Kabushiki Kaisha z siedzibą w Tokio. Z danych zawartych w rejestrze Lloyd’s Register of Shipping wynika, że pozostawał ich własnością do 1938 roku. W tymże roku został zakupiony przez przedsiębiorstwo Baba Shoji Kabushiki Kaisha z siedzibą w Tokio. Jednocześnie jego nazwę zmodyfikowano na „Zyunyō Maru”, aczkolwiek to wcześniejsza nazwa jest powszechnie używana w pozycjach historycznych poświęconych jego wojennym losom.
W sierpniu 1938 roku statek został zarekwirowany przez Cesarską Armię Japońską i przystosowany do przewozu wojska. Zwrócono go macierzystym liniom po upływie szesnastu miesięcy .
W 1943 roku, w trakcie wojny na Pacyfiku, armia ponownie zarekwirowała statek. Wiosną i wczesnym latem tegoż roku pływał w konwojach między Wyspami Japońskimi a portami Chin .

### Zatopienie

#### Przebieg

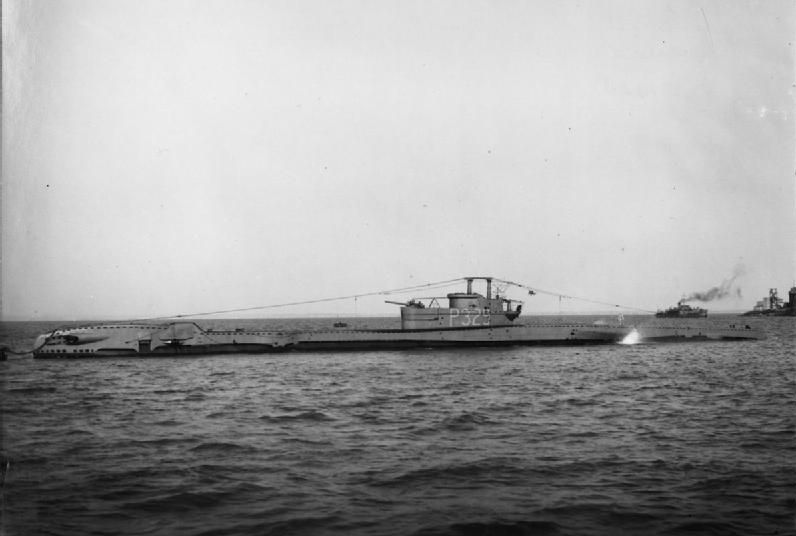
HMS „Tradewind”

15 września 1944 roku w porcie Tanjung Priok w Batawii na „Jun’yō Maru” zaokrętowano około 6,5 tys. pasażerów. Było wśród nich od 2,2 tys. do 2,3 tys. alianckich jeńców wojennych, których sprowadzono z dwóch pobliskich obozów jenieckich. Wśród jeńców znajdowało się 1,7 tys. osób pochodzenia europejskiego. Byli to w większości Holendrzy, lecz obok nich także Australijczycy, Brytyjczycy oraz czternastu Amerykanów. Na pozostałą część jenieckiego kontyngentu składało się od 506 do 600 Ambończyków i Manadończyków – żołnierzy holenderskich wojsk kolonialnych. Ponadto na statek zaokrętowano robotników przymusowych (Rōmusha) pochodzących z Jawy. Ich liczba jest szacowana na około 4,2 tys. lub 4320. Jeńcy i Rōmusha mieli zostać wysłani na Sumatrę, do pracy przy budowie linii kolejowej z Pekanbaru do zachodniej części wyspy.
Rōmusha umieszczono w ładowni dziobowej. Panował tam tak wielki tłok, że tylko nieliczni robotnicy znajdowali miejsce, by usiąść. Pozostali musieli spędzić całą podróż na stojąco. Równie duże zagęszczenie występowało w ładowniach rufowych, w których znaleźli się jeńcy. Do ładowni i na pokłady Japończycy załadowali ponadto samochody ciężarowe, skrzynie z dynamitem, beczki z ropą naftową, a nawet puste worki po cemencie. Z powodu tłoku i tropikalnych temperatur w ładowniach panował trudny do zniesienia upał, jednakże Japończycy zezwolili, aby tylko co drugi właz pozostawał otwarty. Sytuację sanitarną pogarszał fakt, że liczba latryn była całkowicie niewystarczająca. Jeńcy musieli czekać na swoją kolej nawet przez półtorej godziny. Wyżywienie było wystarczające, a wręcz lepsze niż to, które otrzymywali dotąd w obozach. Gorzej przedstawiało się natomiast zaopatrzenie w wodę; jeńcom wydawano ją dwa razy dziennie, po zaledwie jednym kubku na osobę. Nierzadko dostarczano ją w tych samych wiadrach, które służyły do wynoszenia nieczystości. Wkrótce w ładowni nr 4 zawaliła się jedna z drewnianych platform, na skutek czego kilku jeńców odniosło mniej lub bardziej poważne obrażenia.
Statek wypłynął z Tanjung Priok 15 września około godziny 15:00. Niemal natychmiast zarzucił jednak kotwicę na portowej redzie, gdzie spędził następne 24 godziny. W czasie postoju jeden z brytyjskich jeńców postanowił popływać w morzu dla ochłody. Japończycy zinterpretowali to jako próbę ucieczki i wysłali za nim szalupę z grupą pościgową. Pływaka wciągnięto z powrotem na pokład, ciężko pobito i zamknięto w okrętowym areszcie. Najstarszemu rangą brytyjskiemu oficerowi zapowiedziano, że w przypadku kolejnej „próby ucieczki” zostanie ścięty. Jeńców przebywających na pokładzie zapędzono do rufowej ładowni, po czym zamknięto włazy. Dopiero po kilku godzinach Japończycy ponownie zezwolili im wychodzić na pokład. Pobyt na pokładzie wiązał się jednak z ryzykiem, gdyż koreańscy strażnicy chętnie korzystali z okazji, aby bić i okradać jeńców. Nie oszczędzali nawet ciężko chorych, którzy leżeli na noszach.
16 września w godzinach popołudniowych statek wznowił rejs, obierając kurs na północny zachód. Jako eskortę przydzielono mu dwa niewielkie okręty wojenne oraz kilka samolotów. 17 września japońskie jednostki przepłynęły Cieśninę Sundajską, po czym kontynuowały rejs wzdłuż zachodniego wybrzeża Sumatry. Tego dnia odnotowano pierwsze zgony wśród Rōmusha.
18 września w godzinach popołudniowych brytyjski okręt podwodny HMS „Tradewind”, który odbywał patrol u wybrzeży Sumatry, dostrzegł dym unoszący się z komina „Jun’yō Maru”. Brytyjska jednostka podjęła pościg za zygzakującym statkiem. W pewnym momencie „Jun’yō Maru” niespodziewanie zmienił kurs, dzięki czemu „Tradewind” znalazł się na dogodnej pozycji do ataku. O godzinie 16:51 brytyjski okręt wystrzelił cztery torpedy, z których dwie dosięgły celu. Pierwsza eksplodowała na wysokości przedniego masztu, druga trafiła w rufę. „Jun’yō Maru” zatonął w ciągu 20 minut, na pozycji 2°53′S 101°11′E/-2,883333 101,183333.

#### Losy rozbitków i bilans ofiar
Początkowo atmosfera na statku była spokojna. Dopiero gdy rufa zaczęła szybko się zanurzać, wśród załogi i pasażerów wybuchła panika. Japończycy zajęli wszystkie sprawne szalupy ratunkowe, nie pozwalając jeńcom i Rōmusha wejść na ich pokłady. Na jednej z łodzi uzbrojony w siekierę japoński podoficer roztrzaskiwał czaszki lub odrąbywał dłonie tym rozbitkom, którzy usiłowali uczepić się jej burty. W międzyczasie obie jednostki eskorty odpłynęły z miejsca katastrofy. Dopiero po upływie półtorej godziny jedna z nich powróciła i przystąpiła do ratowania rozbitków, niezależnie od ich narodowości. Ze względu na swe niewielkie rozmiary okręt mógł jednak przyjąć na pokład tylko około 200 osób.
Akcję ratowniczą przerwano wieczorem, by wznowić ją następnego poranka. Tym razem japoński okręt wyciągał jednak z morza wyłącznie japońskich rozbitków. Dopiero gdy po ich uratowaniu kapitan upewnił się, że na jego okręcie wciąż znajduje się wystarczająca ilość miejsca, zaczęto wyciągać z wody pozostałych rozbitków. Tego dnia zostało uratowanych około 200–300 osób. Podobnie jak miało to miejsce poprzedniego dnia, nieprzytomnych i najciężej rannych rozbitków, nie wyłączając nawet Japończyków, marynarze wyrzucili z powrotem do morza.
Gdy 20 września okręt powrócił na miejsce katastrofy, przy życiu pozostawała już tylko niewielka liczba rozbitków. Japończycy uratowali tego dnia około 150 jeńców i około 100 Rōmusha. Okręt zatrzymywał się początkowo tylko przy większych skupiskach rozbitków, przez długi czas ignorując małe grupy i pojedyncze osoby. Dwudziestu trzech rozbitków, którzy znajdowali się w najcięższym stanie, po pewnym czasie wyrzucono za burtę.
Henk Hovinga podaje, że zatopienie „Jun’yō Maru” przeżyło 674 jeńców wojennych oraz około 200 Rōmusha. Wraz ze statkiem miało natomiast zatonąć co najmniej 5620 osób, w tym 1626 jeńców oraz około 4 tys. robotników przymusowych. Bob Hackett i Erich Muehlthaler również szacują liczbę ofiar na 5620, przy czym w gronie tym znaleźć się miało 1449 jeńców wojennych i 4171 Rōmusha. Liczbę ocalałych szacują natomiast na 880 – w tym 680 jeńców i 200 robotników przymusowych . Taką samą liczbę ocalałych podają Gregory F. Michno i Van Waterford. Ich zdaniem zatopienie „Jun’yō Maru” spowodowało jednak śmierć 5640 osób, w tym 1520 europejskich i indonezyjskich jeńców oraz 4120 Rōmusha.
Gavan Daws podaje, że wśród zabitych jeńców znalazło się 1377 Holendrów i Indonezyjczyków, 64 Brytyjczyków i Australijczyków oraz „garstka” Amerykanów. Hackett i Muehlthaler podają natomiast, że zginęło 1382 Holendrów i Indonezyjczyków, 56 Brytyjczyków, ośmiu Amerykanów i trzech Australijczyków .

### Epilog
Ocalałych osadzono w więzieniu w Padangu. Panowały w nim bardzo ciężkie warunki bytowe i sanitarne. W krótkim czasie z powodu ran, dyzenterii i wyczerpania zmarło od 30 do 42 rozbitków. Wieczorem 22 września z więzienia odszedł pierwszy transport na place budowy kolei z Pekanbaru. Tylko 96 jeńców doczekało wyzwolenia. Spośród około 200 Rōmusha, którzy przeżyli zatopienie „Jun’yō Maru”, prawdopodobnie wszyscy zginęli przy budowie kolei .
22 września, a więc cztery dni po zatopieniu „Jun’yō Maru”, aliancki wywiad radiowy przechwycił japońską wiadomość, w której znalazło się stwierdzenie „w przyszłości nie przewidujemy podejmowania prób ratowania tego typu personelu”.
Dowódca HMS „Tradewind”, kmdr por. Stephen L. C. Maydon, dopiero w 1965 roku dowiedział się, że jego jednostka zatopiła statek, na którym zginęło ponad 5,6 tys. jeńców wojennych i robotników przymusowych.
„Jun’yō Maru” jest zaliczany do grona japońskich „piekielnych statków” (ang. Hellships). Pod względem liczby ofiar jego zatopienie było największą katastrofą pojedynczej jednostki w trakcie wojny na Pacyfiku. Była to zarazem jedna z największych katastrof w historii żeglugi. Niemniej pozostaje stosunkowo mało znana, być może ze względu na fakt, że zdecydowaną większość ofiar stanowili jawajscy robotnicy.
„Jun’yō Maru” jest jednym z „piekielnych statków”, które upamiętniono w obrębie tzw. Japanese Prison Ships Memorial Garden znajdującego się na terenie National Memorial Arboretum w brytyjskim Alrewas.